# Francesco da Sangallo
Francesco da Sangallo (znany jako Il Margotta, ur. 1494 we Florencji, zm. 1576 tamże) – włoski rzeźbiarz i architekt, syn Giuliana.
W 1504 roku wraz z ojcem przebywał w Rzymie, był obecny przy odkryciu Grupy Laokoona w 1506 roku. W 1520 roku został asystentem Michała Anioła.
Jego rzeźby charakteryzują się drobiazgowym detalem. Najwcześniejszym znanym dziełem Francesca da Sangallo jest rzeźba przedstawiająca Matkę Boża, Świętą Annę i Dzieciątko Jezus. W 1546 roku wykonał grobowiec, w którym został pochowany biskup Angelo de Marzi Medici, cztery lata później ukończył grobowiec dla biskupa Bonofedego. W 1551 roku stworzył medal, w którym na jednej stronie umieścił swój autoportret, a na drugiej portret swojej żony Eleny Marsupini. Uczestniczył również w pracach przy budowie bazyliki św. Piotra.
Został pochowany 17 lutego 1576 roku w kościele Santa Maria Novella we Florencji.